# Jamón de Guijuelo

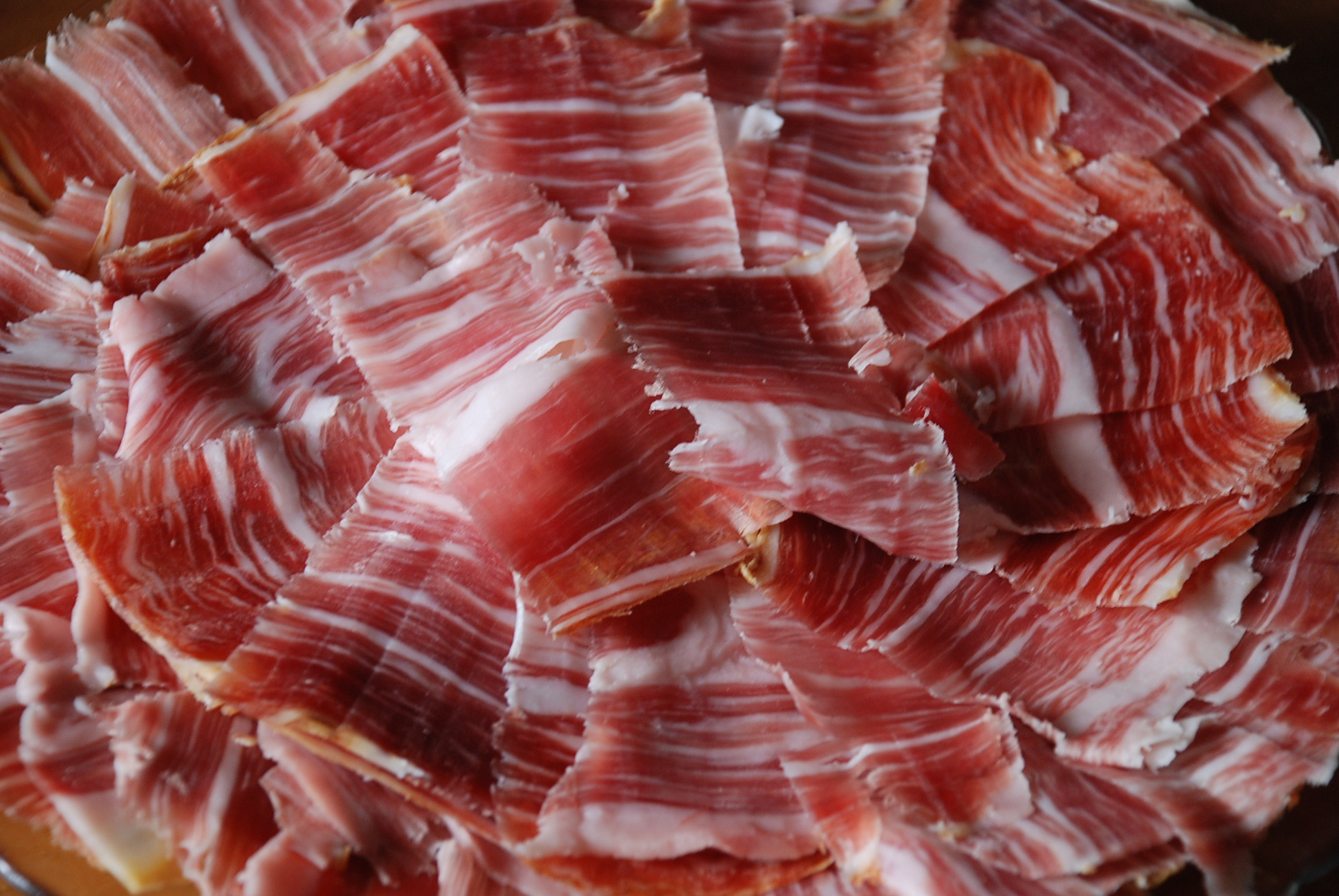
Corte de jamón de Guijuelo. Nótese la grasa entreverada tan característica del jamón ibérico.

El jamón de Guijuelo es una Denominación de Origen Protegida supraautonómica de España. Los jamones y paletas amparados por la DOP Guijuelo son productos cárnicos obtenidos tras someter a las extremidades posteriores y anteriores del cerdo ibérico o sus cruces con el Duroc autorizados por la legislación nacional, garantizando un mínimo de 75 % de raza ibérica, a un proceso de salazón, lavado, post-salado, curado-maduración y envejecimiento.
Es de resaltar que el 60 % de la producción española de jamón ibérico pertenece a la D.O. Jamón de Guijuelo.

## Características

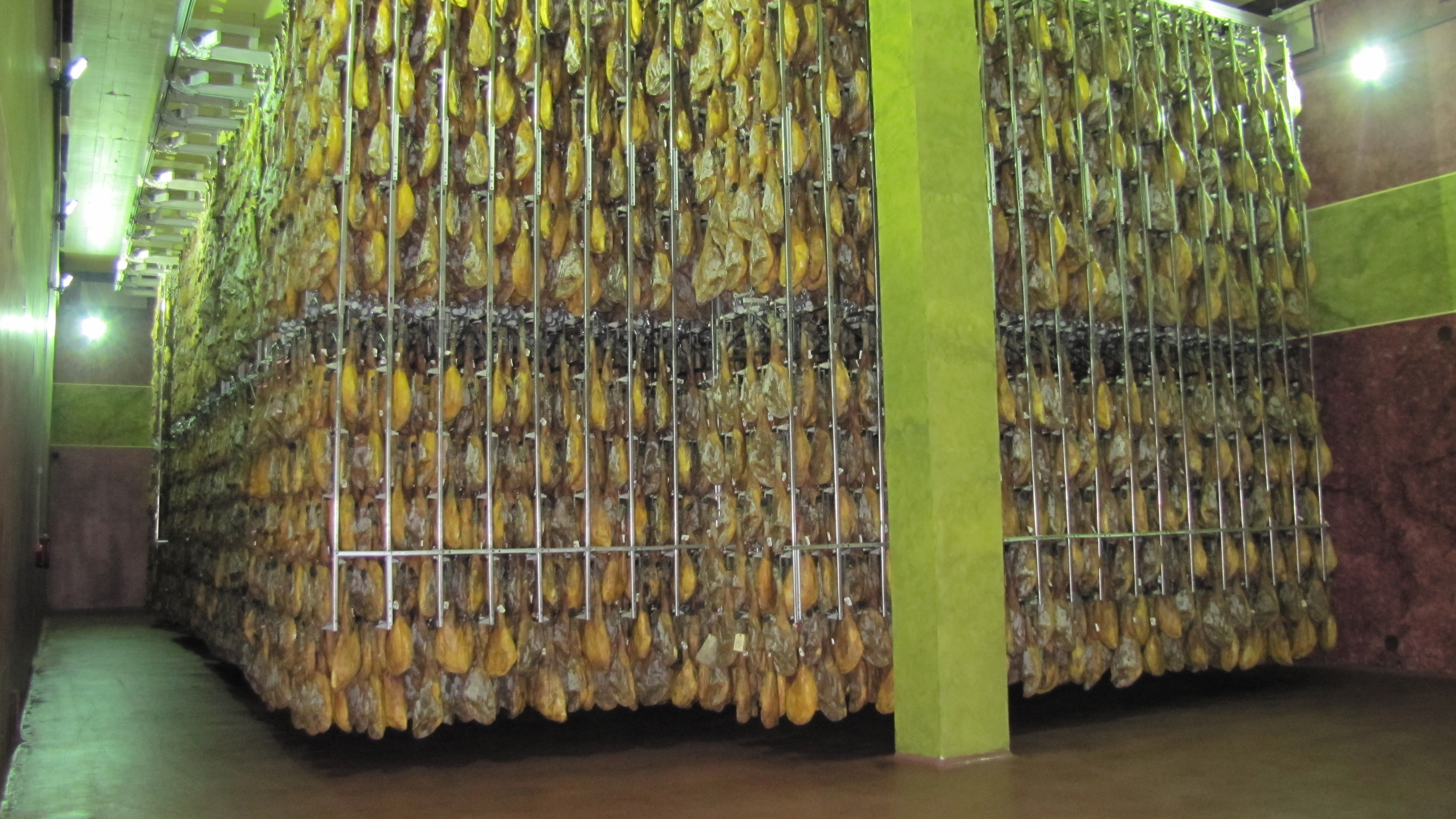
Bodega de curación en Guijuelo.

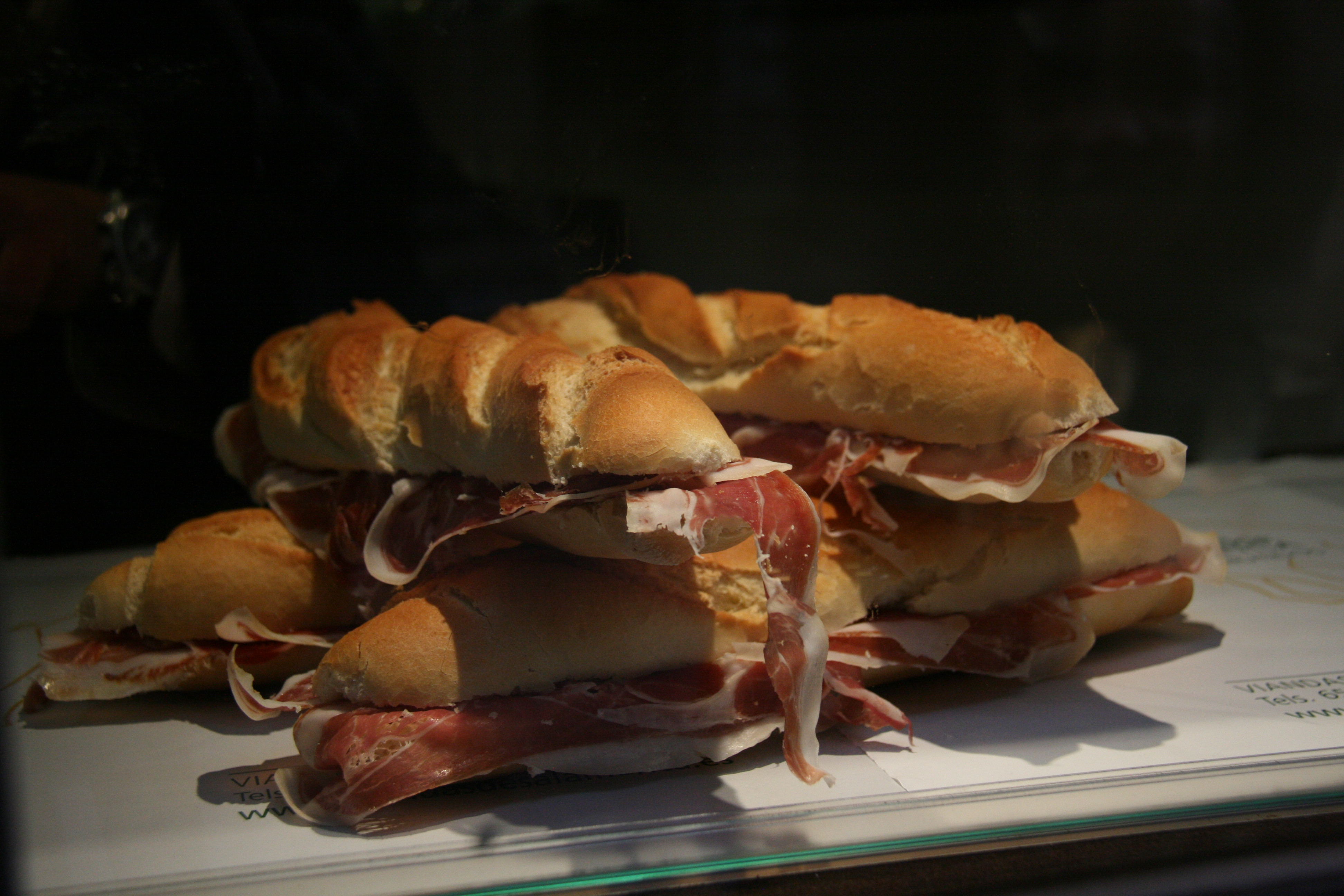
El jamón de Guijuelo se suele servir de diversas formas, como en bocadillo.

Se establecen las siguientes denominaciones de venta de jamones y paletas de Guijuelo:
- Clase I:
  - Jamón de Bellota 100 % Ibérico, procedente de cerdos 100 % ibéricos, con un peso de las piezas elaboradas superior a 6,5 kg y un período mínimo de elaboración de 730 días. En el caso de que el período mínimo de elaboración de los jamones de esta categoría sea superior a 800 días, podrá incluirse en la vitola como mención facultativa, en el mismo campo visual que la denominación de venta, la indicación «Gran Selección».
  - Paleta de bellota 100 % ibérica, procedente de cerdos 100 % ibéricos, con un peso de las piezas elaboradas superior a 3,7 kg y un período mínimo de elaboración de 365 días. En el caso de que el período mínimo de elaboración de las paletas de esta categoría sea superior a 425 días, podrá incluirse en la vitola como mención facultativa, en el mismo campo visual que la denominación de venta, la indicación «Gran Selección».
- Clase II:
  - Jamón de  Bellota Ibérico, procedente de cerdos 75 % ibéricos, con un peso de las piezas elaboradas superior a 7 kg y un período mínimo de elaboración de 730 días. En el caso de que el período mínimo de elaboración de los jamones de esta categoría sea superior a 800 días, podrá incluirse en la vitola como mención facultativa, en el mismo campo visual que la denominación de venta, la indicación «Gran Selección».
  - Paleta de Bellota Ibérica, procedente de cerdos 75 % ibéricos, con un peso de las piezas elaboradas superior a 4 kg y un período mínimo de elaboración de 365 días. En el caso de que el período mínimo de elaboración de las paletas de esta categoría sea superior a 425 días, podrá incluirse en la vitola como mención facultativa, en el mismo campo visual que la denominación de venta, la indicación «Gran Selección».
- Clase III:
  - Jamón de Cebo de Campo Ibérico, procedente de cerdos con, al menos, el 75 % de sangre ibérica, con un peso de las piezas elaboradas superior a 6,5 kg para jamón 100 % ibérico y 7 kg para jamón 75 % ibérico y un período mínimo de elaboración de 730 días.
  - Paleta de Cebo de Campo Ibérico, procedente de cerdos con, al menos, el 75 % de sangre ibérica, con un peso de las piezas elaboradas superior a 3,7 kg para paleta 100 % ibérica y 4 kg para paleta 75 % ibérica y un período mínimo de elaboración de 365 días.

## Zona geográfica

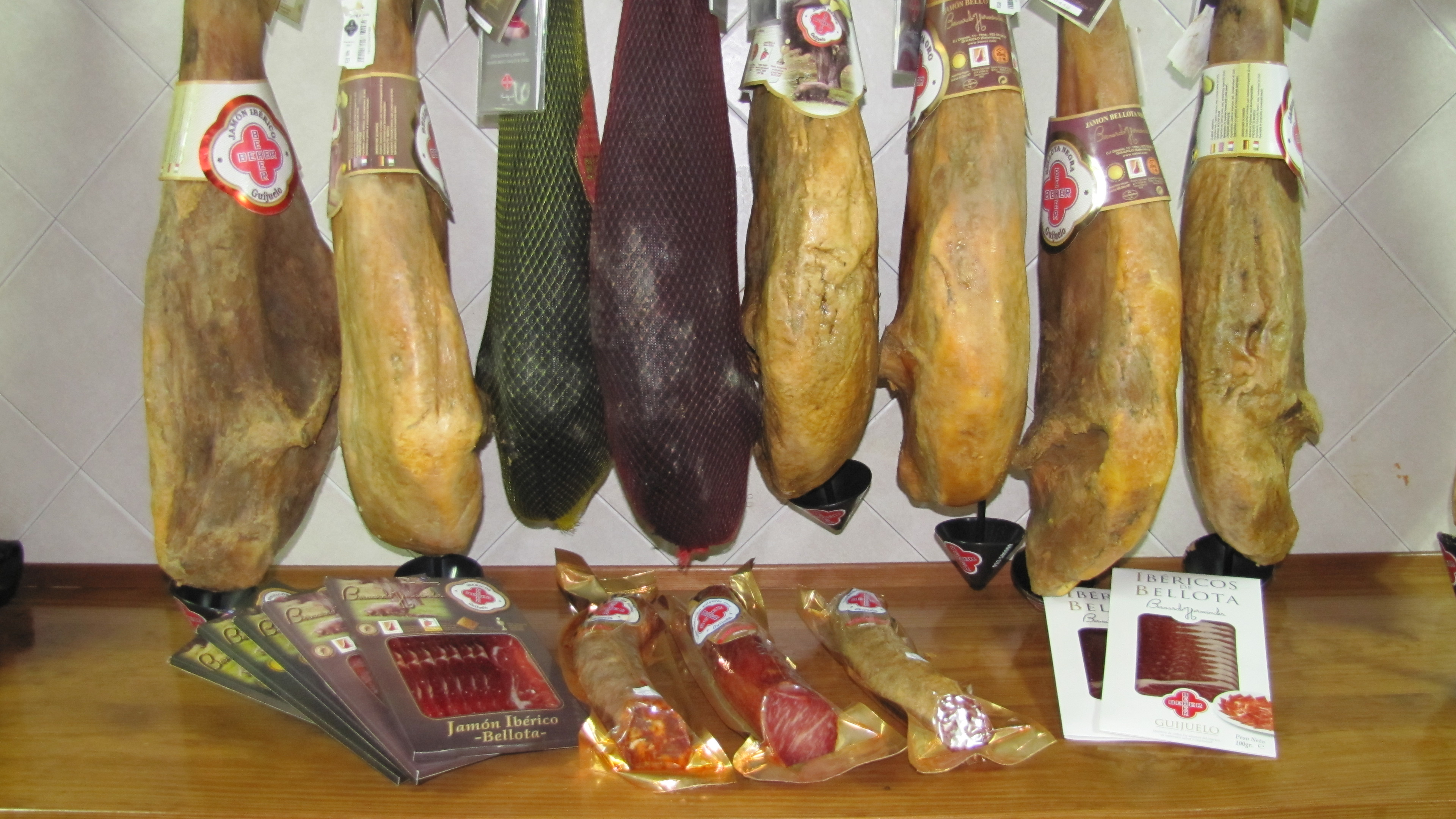
Distintos productos de jamón de Guijuelo.

- Zona de producción (nacimiento, cría y engorde de los cerdos ibéricos): 
  - Salamanca —completa—
  - Cáceres —completa—
  - Badajoz —completa—
  - Zamora —comarcas de Duero Bajo y Sayago—
  - Ávila —comarcas de Piedrahíta-Barco, Arévalo y Ávila—
  - Segovia —comarca de Cuéllar—
  - Toledo —comarcas de Talavera y La Jara—
  - Ciudad Real —comarcas de Montes Norte y Montes Sur—
  - Sevilla —comarca de Sierra Norte—
  - Córdoba —comarcas de Los Pedroches, La Sierra y Campiña Baja—
  - Huelva —comarcas de La Sierra, Andévalo Occidental y Andévalo Oriental—.
- Zona de elaboración (sacrificio y despiece, salazón, lavado, post-salado/asentamiento, curado/maduración y envejecimiento): 
  - Es un conjunto de setenta y ocho términos municipales situados en el sureste de Salamanca en plena dehesa salmantina, en la confluencia de las sierras de Béjar y Francia.

## Etiquetado

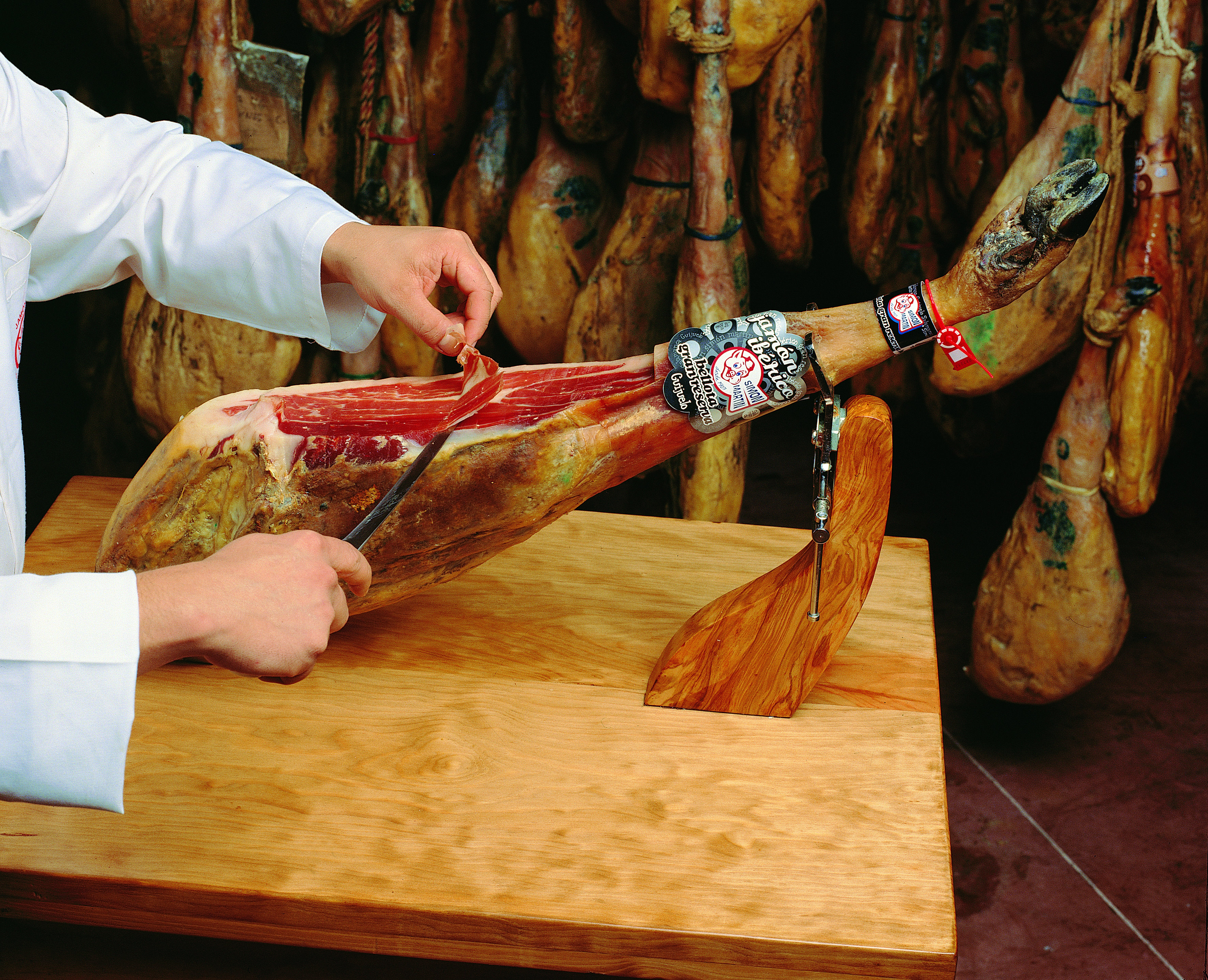
Corte de jamón de Guijuelo.

En todos los perniles y extremidades anteriores destinadas a la elaboración de jamones y paletas protegidas se colocará, en el matadero, un precinto numerado. En el precinto deberá figurar de forma destacada el nombre y/o logotipo de la Denominación de Origen Protegida Guijuelo y cuyos colores se corresponderán en cada categoría con los de la Norma de Calidad para la carne, el jamón, la paleta y la caña de lomo ibéricos:
- Negro. Jamón o paleta Bellota 100 % Ibérico.
- Rojo. Jamón o paleta Bellota 75 % Ibérico.
- Verde. Jamón o paleta Cebo de Campo Ibérico

Una vez transcurrido el proceso de elaboración, se certifica el producto procediéndose a la colocación de la vitola numerada de la DOP GUIJUELO donde figura, además de su Marca y el símbolo de la UE, el tipo de producto, la raza y la clase a la que pertenece según la alimentación recibida. Las bodegas podrán comercializar piezas certificadas deshuesadas, en porciones, o fraccionadas siempre y cuando se asegure el apropiado sistema de control y etiquetado que garantice la trazabilidad del producto, jamón o paleta, y su categoría. 